# Wołczyn
Wołczyn [ˈvɔʊ̯ʧɨn] (deutsch Konstadt; früher auch Constadt) ist eine Kleinstadt in der Stadt- und Landgemeinde Wołczyn in der Woiwodschaft Opole (Oppeln) in Polen.

## Geographie
Wołczyn liegt im Kreuzburger Land, rund 12 Kilometer nordwestlich von Kluczbork (Kreuzburg O.S.) und 46 Kilometer nordöstlich von  Opole an der Brinica (Brinnitze), einem Nebenfluss des Stober. Durch den Ort verläuft die Landesstraße Droga krajowa 42. Wołczyn liegt an der Bahnstrecke Kluczbork–Wrocław mit dem Haltepunkt Wołczyn.

## Geschichte

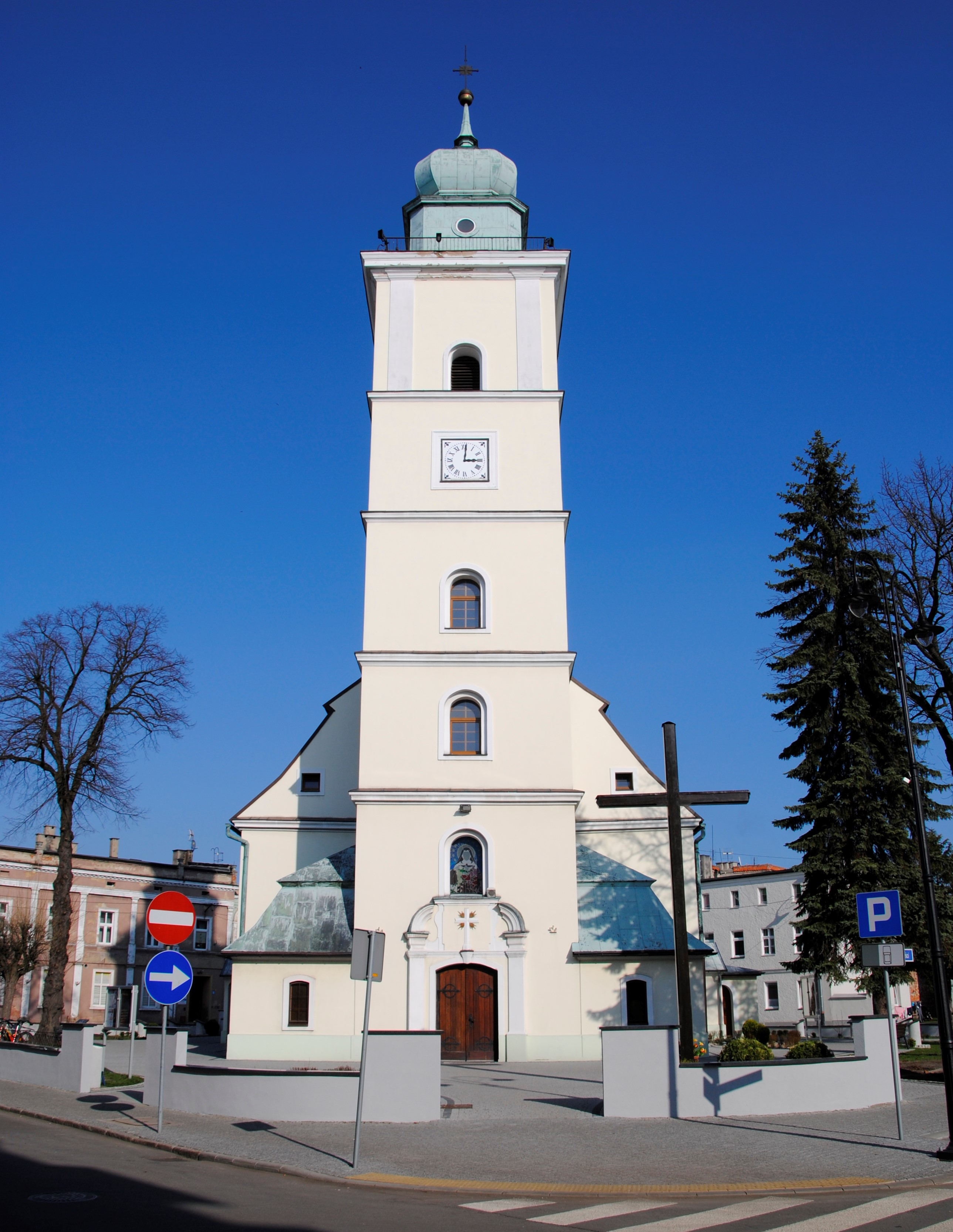
Theresia-von-Lisieux-Kirche

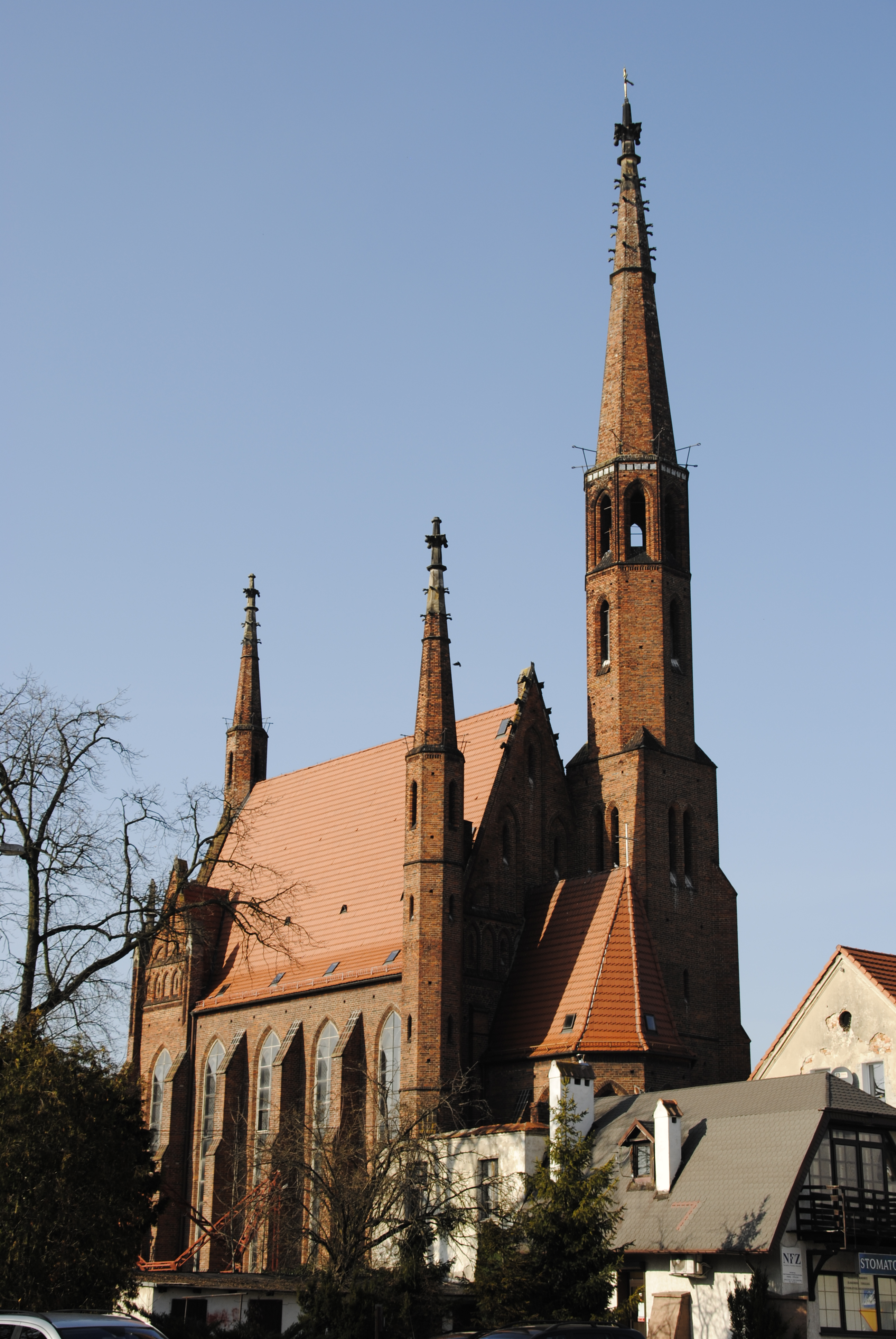
Neogotische Mariä-Empfängnis-Kirche

Aus einem Dokument Herzog Heinrichs III. von Schlesien vom 22. Januar 1261 geht hervor, dass der bis dahin „großer Wald“ genannte Ort mit Neumarkter Recht versehen und fortan Fürstenthal genannt wurde. 1293 erfolgte die Erwähnung als Kunstadt, 1294 dann als Cunzinstadt. Im Norden der Stadt, am Standort der heutigen evangelischen Kirche, befand sich eine Raubritterburg, die am 17. Januar 1461 von Herzog Konrad X. dem Weißen von Oels und Breslauer Bürgern eingenommen und geschleift wurde.
1564 hielt die Reformation Einzug und Konstadt wurde protestantisch.
1742 fiel die Stadt mit dem Großteil Schlesiens an Preußen und wurde 1816 dem Landkreis Kreuzburg O.S. zugeteilt, der bis 1820 dem Regierungsbezirk Breslau und danach dem oberschlesischen Regierungsbezirk Oppeln angehörte.
1845 bestand die Stadt Konstadt aus insgesamt 132 Häusern. In der Vorstadt befanden sich 41 meist hölzerne Häuser. Im gleichen Jahr lebten in Konstadt 1449 Menschen, davon 1187 evangelisch, 102 katholisch und 160 jüdisch. Um 1850 errichtete die jüdische Gemeinde eine Synagoge. 1868 erhielt Konstadt Anschluss an die Oberschlesische Eisenbahn mit der Bahnstrecke Kluczbork–Wrocław. 1890 lebten in Konstadt 2525 Menschen.
1904 erhielt Konstadt eine Gasanlage und eine erste Straßenbeleuchtung. 1912 wurde das Krankenhaus erbaut. 1933 lebten in Konstadt 3616, 1939 wiederum 3779 Menschen. In der Reichspogromnacht am 9. November 1938 wurde die örtliche Synagoge in Brand gesteckt. Die Reste des Gebäudes wurden wenig später abgetragen. Ende Januar 1945 erreichten die ersten Kriegshandlungen die Stadt. Nach Einmarsch der Roten Armee am 21. Januar 1945 war die Stadt zu ca. 40 % einschließlich der Siegessäule zerstört.
Als Folge des Zweiten Weltkriegs fiel Konstadt 1945 wie der größte Teil Schlesiens unter polnische Verwaltung. Nachfolgend wurde der Ort in Wołczyn umbenannt und der Woiwodschaft Schlesien angeschlossen. 1950 wurde es der Woiwodschaft Oppeln eingegliedert. 1999 kam der Ort zum neu gegründeten Powiat Kluczborski (Kreis Kreuzburg).

### Einwohnerentwicklung
Die Einwohnerzahlen von Konstadt:
| Jahr | Einwohner |
| ---- | --------- |
| 1775 | 805       |
| 1782 | 783       |
| 1810 | 1075      |
| 1817 | 1035      |
| 1824 | 1169      |
| 1830 | 1321      |
| 1844 | 1449      |

| Jahr | Einwohner |
| ---- | --------- |
| 1852 | 1584      |
| 1861 | 1723      |
| 1890 | 2525      |
| 1910 | 3644      |
| 1933 | 3616      |
| 1939 | 3779      |

## Politik

### Städtepartnerschaften
- Haßloch (Deutschland)

## Sehenswürdigkeiten

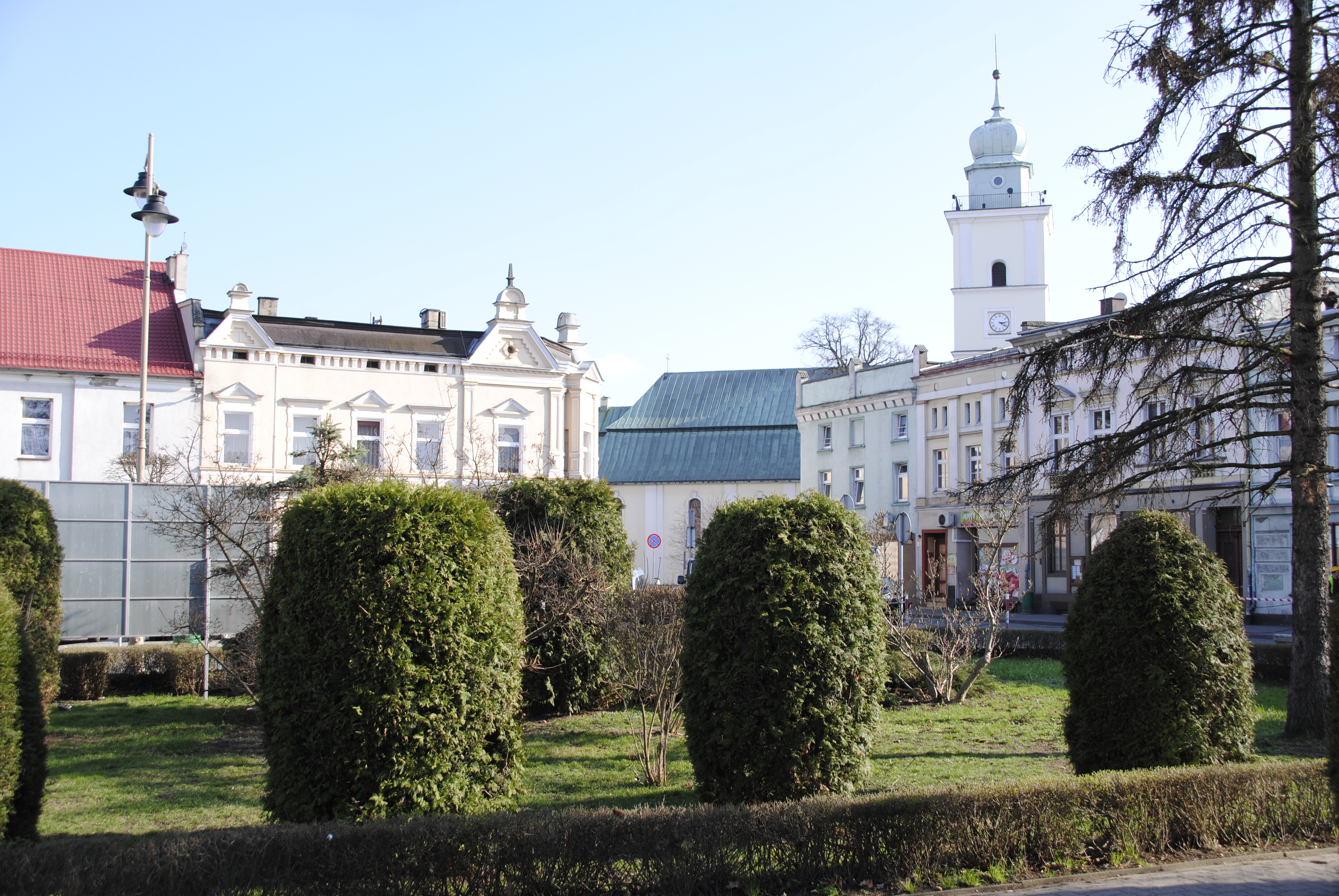
Ostseite des Rings

### Theresia-von-Lisieux-Kirche
Die katholische Theresia-von-Lisieux-Kirche wurde zwischen 1770 und 1799 als protestantisches Gotteshaus errichtet. Bereits 1315 wurde an gleicher Stelle eine Kirche erwähnt. Die spätbarocke Saalkirche wurde zum Teil aus den Steinen des ehemaligen Konstädter Schlosses erbaut. 1831 wird an der Westseite der Glockenturm angebaut. Zwischen 1899 und 1901 erfolgte eine Verlängerung des Langhauses in Richtung Osten. Der Ausbau erfolgte nach einem Entwurf H. Poelzig. Im Inneren befindet sich eine Rokokoorgel, die 1784 errichtet wurde.

### Mariä-Empfängnis-Kirche
Die römisch-katholische Mariä-Empfängnis-Kirche an der ul. Kościelna wurde zwischen 1859 und 1862 im Stil der Neogotik erbaut. Leitender Architekt war der Breslauer Architekt Alexis Langer. 1917 wurde ein Teil der Glocken eingeschmolzen.

### Weitere Sehenswürdigkeiten
- Evangelisch-Augsburgische Kirche an der ul. Byczyńska
- Jüdischer Friedhof an der ul. Byczyńska
- Ring mit Wohnhäusern aus dem 18. und 19. Jahrhundert
- Historischer Wasserturm
- Stadtpark
- Empfangsgebäude des Bahnhofes Wołczyn

## Verkehr

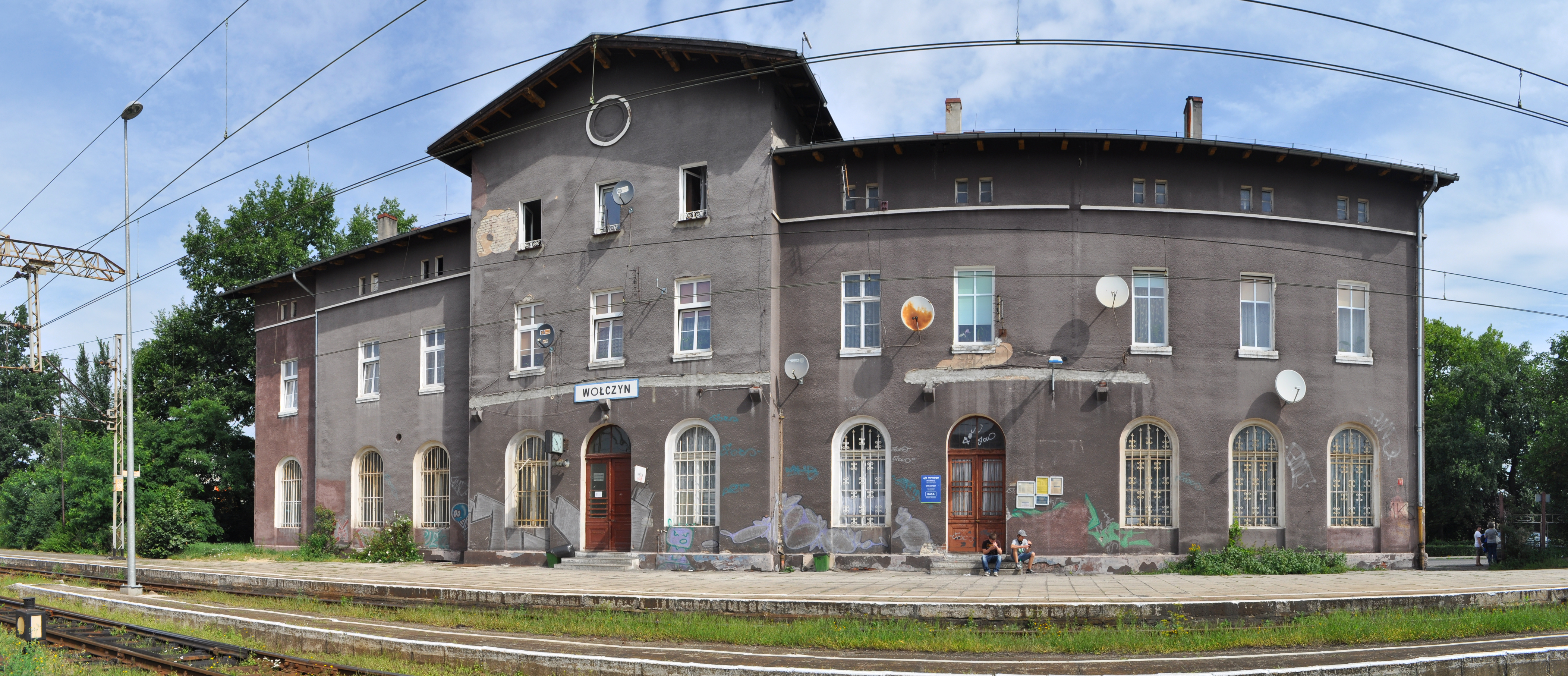
Bahnhofsgebäude Wołczyn

Wołczyn hat mit den Halten Wołczyn und Wierzbica Górna an der Bahnstrecke Kalety–Wrocław Anschluss an das Eisenbahnnetz.

## Gemeinde
Die Stadt-und-Land-Gemeinde Wołczyn umfasst neben der namensgebenden Stadt weitere Dörfer mit insgesamt 13.785 Einwohnern (2016).

## Söhne und Töchter der Stadt
- Karl Wolfgang von Frankenberg und Ludwigsdorf (1730–1791), preußischer Generalmajor, Ritter des Ordens Pour le Mérite
- Christian Moritz Alexander von Frankenberg und Ludwigsdorf (1732–1794), preußischer Generalmajor
- Emil Luebeck (1848–1905), deutscher Althistoriker und Gymnasiallehrer
- Helmut Hofmann (1907–2006), deutscher Architekt und Künstler
- Frida Brock-Oley (1910–unbekannt), deutsche Politikerin und Frauenfunktionärin